# あれほど逃げろと言ったのに…
『あれほど逃げろと言ったのに…』（あれほどにげろといったのに…）は、2019年8月12日からAbemaTVで配信されたホラーエンタテインメント番組。

## 内容
夏の時期にAbemaTV各番組で毎年怪談企画が催されてきたことから企画が立ち上がったAbema初のオリジナルホラー番組。スマートフォンに映ってしまった“恐怖動画”をスタジオで紹介するバラエティ番組の形をとる。
情報解禁に先駆けて「幽霊の日」に制定されている2019年7月26日深夜から、番組ティザー映像がCMとして連夜投稿された。なおこのティザー映像に映りこむ文字を配信順に並べると『ヤットワカッタ』『アノ呪イハ』『オマエノ仕業ダッタノカ』『ユルサナイ』『次はお前だ』となっていた。また、番組開始までAbemaTV Youtubeチャンネルでは過去にAbemaTV各番組で配信されてきた「”神怪談”回」を1日1編再配信した。
キャッチフレーズは『一話見ると、絶叫する。すべて見ると絶狂する』。なお公式サイトの概要欄は内容が書いておらず、「あれほど逃げろと言ったのに… あれほど逃げろと言ったのに… あれほど逃げろと言ったのに… あれほど逃げろと言ったのに… 」と番組タイトルが羅列されるのみとなっていた。
番組メインはNON STYLEをMCに、番組宛に送られてきたホラー動画を毎週約4本ほど視聴していくスタジオバラエティー番組であるが、毎回ラスト3分ほど「カットがかかり撮影OKが終わった後」と設定の（楽屋、暗くなったスタジオなどが舞台となる）怪奇ドラマを挿入。内容はバラエティー内の紹介動画とも絡んでおり、どこからどこまでがドラマなのかが曖昧な作りとなっていた。FILE09では全編が収録後の話＝ドラマパートとなっていた。番組最後には「この番組はフィクションです」の注意書きが記されていた。

## 出演者

### MC
- NON STYLE（石田明、井上裕介）[4][5]
- 河北麻友子

### 解説
- 呉玲子（霊能者）

### スタジオメンバー
あれ逃げガールズと呼ばれる。
- 古川優香（さんこいち）[6]
- 黒木ひかり[7]
- 三浦沙梨 - 工藤美桜

### その他
- 番組AD：河合亜由子
- 石川雫（高嶋莉子）

## 配信リスト
| 配信開始日     | 話数   | サブタイトル                | 時間 | 特記 |
| -------------- | ------ | --------------------------- | ---- | ---- |
| 2019年 8月12日 | FILE01 | あれほど逃げろと言ったのに… | 27分 |      |
| 8月19日        | FILE02 | 赤いQRコードの呪い          | 27分 |      |
| 8月26日        | FILE03 | 匿名のコメント              | 26分 |      |
| 9月2日         | FILE04 | 幸せの呪文                  | 26分 |      |
| 9月9日         | FILE05 | 呪いの正体                  | 27分 |      |
| 9月16日        | FILE06 | 死者からの電話              | 27分 |      |
| 9月23日        | FILE07 | お前は誰だ                  | 27分 |      |
| 9月30日        | FILE08 | 呪いのネックレス            | 27分 |      |
| 10月7日        | FILE09 | 呪いの実験                  | 27分 |      |

## あれ逃げ×今日好き 夏の肝試しスペシャル
番組開始事前特番として2019年8月5日に『あれ逃げ×今日好き 夏の肝試しスペシャル』を配信した。『今日、好きになりました。』の番組出演メンバーがスタジオで超絶恐怖現象に会う模様を送り、後半は本編番組映像を視聴者には伏せてスタジオで試写した。

### 出演者
- 岩井勇気（ハライチ）- MC
- 雨宮由乙花
- 大槻アイリ
- 倉田乃彩
- 重川茉弥
- 原ジュリアンナ亜美
- 福山絢水
- 細野哲平（ありがとう） - 催眠術師
- 志月かなで - 怪談師

## スタッフ
- 構成：岸本誠
- 撮影：山田洋和、杉村正規
- VE：吉岡辰沖、善方光一
- 照明：清喜博二、川里一幸、笹川満
- 音声：小沢成人、土屋年弘
- デザイン：大石萌瑛
- 美術プロデュース：小林大輔
- 協力：池田屋、BULL、ザ・チューブ、ZEROWAVE、渋谷プロダクション【毎週】、ラ・ルーチェ、阿呍【週替り】
- 美術協力：フジアール
- AD：日比絢奈、寛山佳臣（ディレクターの回あり）、石川健太【週替り】
- ディレクター：山内学、鈴木健一、志賀裕史【週替り】
- チーフディレクター：井上学
- 番宣：江田翔
- 宣伝：辻彩花
- AP：川野友美、小林良二
- 撮影協力：華飾スタジオ、SUN STUDIO、小山町フィルムコミッション
- 動画構成：岸本誠（都市ボーイズ）、早瀬康広（都市ボーイズ）、久世英之[8]
- 動画演出：小南俊也、進藤ひろし、森山茂雄[8]
- CG合成：伊東崇典
- ドラマ演出：川野浩司[8]
- 監督・脚本：長江俊和[8]
- プロデューサー：浜崎元希、古谷忠之
- プロジェクトマネージャー：桑野俊一、吉澤美久
- チーフプロデューサー：横山祐果
- 制作協力：NEBULA、AIR
- 制作著作：AbemaTV